# 狗狗萊德
《狗狗萊德》（英語：Lad, A Dog）是一部1962年上映的美國劇情片，改編自1919年，由 Albert Payson Terhune 創作的同名小說，融合了小說中許多著名的短篇故事，例如：萊德在一個已經內定好的犬展中獲勝、從蛇中解救一位有障礙的女孩、並抓獲了殺了幼犬、並傷害的一名主人的偷獵者。這部片由 Peter Breck, Peggy McCay, Carroll O'Connor, and Angela Cartwright 領銜主演，華納兄弟從Vanguard Films買下了電影的改編權，並從 Terhune 的妻子手中獲得電影及其他兩本《狗狗萊德》相關小說的版權。
原本，這部片屬意由 Aram Avakian 擔任導演，不過，因為他本人拒絕拍攝一部過於煽情的動物故事，於是由Leslie H. Martinson取代。 Lillie Hayward 和Roberta Hodes 撰寫了電影劇本，該編了原著故事中得幾個短篇，在融合創造成新的故事。這部片於1962年6月6號發行，當時製片方非常看好，更期待後續發展續集和電視影集。雖然書迷和一些當代影評對此片讚譽有加，但也有許多批評人為電影並未將 Terhune 作品的詮釋好，並認為該片是一部低成本的B級片。